# Gozdarjevi spomini
Gozdarjevi spomini so povest Josipa Kostanjevca iz leta 1914.

## Vsebina
Profesor Poljanec je razmišljal o preteklosti, ko se je po 25 letih vozil v svoj rojstni kraj, da ga zopet vidi. Vas se je spremenila, postala je lepa in bogata, vsi obrazi so mu bili tuji, njegova rojstna hiša pa je bila prenovljena. Neko mlado žensko je vprašal po gozdarju Jelenku in izvedel, da je že 10 let mrtev, njegovo hišo pa je kupil njen mož. Povedala mu je, da je znal dobro pripovedovati in da jim je pripovedoval ali bral ob večerih, poleg tega pa je še pisal. Poljanec si je ogledal njegovo zapuščino knjig in jih nekaj odnesel s sabo. Njegove spomine je dal Poljanec v tisk Družbi sv. Mohorja, da bi z njimi pridobili nove bralce. Med zgodbami je našel Jelenkovo pripoved o tem, kako je nastopil službo gozdarja v Črni. V Črni je ob svojem prihodu najprej spoznal župnika, ki mu je predstavil učitelja. Jelenko je stanoval pri Poljancu, ki je imel 16-letno hčerko Anico. Vaški otroci so imeli veliko znanja, kar je bilo Jelenku dokaz, kaj premore šola, če ima pravega učitelja in če hodi skupaj s cerkvijo z roko v roki. Ljudje so ju spoštovali. Učitelj je dobro poznal vse vaščane, saj jih je bilo malo. Jelenko je v svojih spominih pripovedoval tudi o Ivanu Poljancu, ki je končal gimnazijo v Gorici in se pripravljal za odhod na vseučilišče študirat za profesorja. Župnik in učitelj sta opazila v njem nenavaden talent in sta njegovega očeta prepričala, da je dal sina študirat. Poljanec te odločitve ni obžaloval, saj je sin z vnemo študiral. Jelenko in Ivan sta se veliko družila, hodila pa sta tudi k župniku in učitelju. Ivan je bil ponosen, da se je rodil v Črni, Jelenku pa je rekel, da je malo takšnih mož, kot sta župnik in učitelj. Predlagal mu je, da bi jima onadva priskočila na pomoč. Rekel je, da bi se moralo pod vodstvom župnika in učitelja ustanoviti bralno društvo z ljudsko knjižnico, in v jeseni so da res ustanovili. Ivan in učitelj sta se veliko pogovarjala in družila. Učitelj je vodil pevski zbor, znal je igrati na klavir. Predstavil mu je svojo sestro, s katero je živel, saj ni imel žene. Ivan ge je občudoval, da se je tako žrtvoval za koristi drugih. Jelenko je sčasoma postal eno z župnikom in učiteljem, njuni nazori so vplivali nanj in pritegnila sta ga v svoj delokrog. Nekega dne pa se je odločil, da se bo poročil s Poljančevo Anico, ko bo stara 20 let. Tisto jesen je bil Ivan zadnjič doma na Črni. Nekega dne je prišel v vas delovodja Brik, ki je s svojimi ukrepi popolnoma spremenil življenje v vasi. Župnik in učitelj Brika nista marala, zato je Brik napeljeval ljudi proti njima. Govoril jim je, da ga redijo s svojimi žulji in da naj se upokoji ter z njimi poseda, saj so ga prehiteli stroji. Jelenku je ob porodu umrla žena, umrl pa je tudi otrok. Tu je končal Jelenko svojo povest, ki jo je nadaljeval Poljanec. Šola se je spremenila v večrazrednico. Izvedel je, kako je Brik postal vpliven, spravil nekaj ljudi ob denar in kako so se mu ljudje uprli ter ga ubili. Isti večer je umrl župnik, učitelj pa je pozabil na krivice, ki so mu jih storili ljudje, šel v pokoj in se družil z Jelenkom. Ko so se gradila nova poslopja, niso hoteli vzeti Črnjanov na delo, češ da so pijanci, vendar so ob tem pozabili, kdo jih je naredil pijance. Veliko ljudi se je izselilo v Ameriko.

## Vir
Josip Kostanjevec. Gozdarjevi spomini. Spisal Jos. Kostanjevec. Slovenske večernice za pouk in kratek čas. 68. zvezek. Celovec: Družba svetega Mohorja, 1914. 97–160.